# 実用最小限の製品
実用最小限の製品（じつようさいしょうげんのせいひん、Minimum Viable Product、MVP）は、初期の顧客を満足させ、将来の製品開発に役立つ有効なフィードバックや実証を得られる機能を備えた製品のバージョンを指す。
誤った仮定（価値提案）に基づき高い品質または多くの機能を備えた製品の開発すると、失敗した場合のコストとリスクも増加するため、MVPからインサイトを得てそれを徐々に製品開発に反映させるほうが比較的に安価である。この用語は、2001年にフランク・ロビンソンによって考案・定義され、その後スティーブ・ブランクとエリック・リースによって広められた。

## 概要
MVPには、製品を効果的に展開し、主要顧客から有効な実証を得るのに十分な主要機能のみが備わっている。このアプローチは、顧客が望まない製品の開発を回避することを目標とし、最小限の投資で顧客に関する情報を最大限収集することを目的としている。
通常、MVPは一部の顧客にのみ展開される。このサブセットには、例えばより寛容で、フィードバックを収集しやすく、初期のプロトタイプやマーケティング情報から製品ビジョンを把握できると考えられるアーリーアドプターなどが含まれる。スティーブ・ブランク：「MVPは最小限の機能を通じてビジョンを売り込むものであり、それは万人向けの製品ではない、ヴィジョナリー向けの製品である。」
"The minimum viable product is that version of a new product a team uses to collect the maximum amount of validated learning about customers with the least effort."（和訳：実用最小限の製品は、チームが最小限の労力で最大量の顧客に関する有効で実証されたラーニングを収集できるプロダクトのバージョンである）。
MVPは、製品開発と顧客への販売の戦略とプロセスに取り入れることができる。これは、アイデアの生成、プロトタイピング、プレゼンテーション、データ収集、分析、学習の反復的プロセスにおける主要成果物であり、チームは反復に費やされる時間を最小限に抑えながら、望ましいプロダクト・マーケット・フィットが得られるまで（または製品が実現不可能と見なされるまで）このプロセスは繰り返される。
スティーブ・ブランクは通常、MVPを最低限の機能群として参照している。
MVPはビジネスモデル・キャンバスの顧客セグメント/提供価値/チャンネル/顧客との関係を使用して設計できる。MVPは、顧客のフィードバックに基づいた製品の継続的で反復的改良に焦点を当てたブランクの顧客開発方法論の一部として使用できる戦略である。
MVPのリリースとその結果に関する評価は、製品のコンセプトの有効性を迅速に実証するための戦略な市場テストである。市場テストを実施する前に早期から製品開発に時間と金銭的な投資をする従来の市場テストとは異なる。A/Bテストを用いた相対評価も可能である。
MVPはプロダクトビジョンから始まり、そのビジョンは製品のライフサイクルを通じて維持されるが、潜在的な見込み顧客からの明示的および暗黙的なフィードバックに基づいて徐々に適応される。そのため、MVPは、ユーザーの声に耳を傾け、ユーザーに製品の機能とその将来像を定義させるrelease early, release oftenのオープンソースソフトウェア方法論とも異なる。

### 目的・利点
- 顧客と製品に関する知見の学習: 価値仮説（価値提案）を実証・反証
- ムダの削減・効率化
  - 工数: 価値創出の少ない無駄なエンジニアリング時間の削減
  - 時間: 最低限サイズの仮説検証を用いた高速検証

## 意味

### 最小限/Minimum
MVPにおける Minimum は「MVPによる検証が意味を成す、最小限の大きさ」を意味する。
MVPの目的は価値仮説（価値提案）の検証である。仮説ごとに最小限の大きさは異なるため、Minumum の具体的な大きさを一律に決める方法はない。例えばUGCプロダクトに最初の顧客を呼べるかの検証をする場合、最小限動くプロダクトが必要でありMVP開発に半年かかりうる。別の例として顧客が新スキンを欲しがるか検証する場合、実装無しで広告を出稿しランディングページで予約受け付け（顧客から見たプロダクト販売）をするだけで充分でありMVP開発には数日も掛からない。このように Minimum の具体的な大きさはスモークテストからプロトタイプ・モックアップ・初期製品までケースバイケースである。

### Viable
MVPにおける Viable は「ユーザーが求める機能をもち、生存できる」を意味する。
製品はユーザーのために存在し、ニーズを満たすもののみが商品として生き残る（Viable）。MVP検証では特定の機能が Viable か否かを判定し学習する。すなわち、ある機能がユーザーニーズを満たし採用に値するか否かを見極め学びとする。判定がネガティブな場合、その機能はユーザーに求められておらず Viable でない/生き残れないことを意味する。

### 製品/Product
MVPにおける Product は「ユーザーが利用/購入を判断できる商品」を意味する。
ユーザーは製品を見て利用・購入を検討する。ゆえに精度よくユーザーのニーズを汲み取るには実際に製品をユーザーへ提供する必要がある。MVPにおける Product は、開発者の思い込み・ユーザーの単なる意見・無償ユーザーテストではなく、ユーザーの商品購入行動から判断をおこなう、という意図を持っている。市場の判断をもって検証とすることで、本物の顧客ニーズを学ぶことができる。

## 手法
MVPは「最小限の手間」で「価値ある機能か否か」を「ユーザーの製品利用・購入」を介して検証するための手段である。MVPを構築する様々な手法が存在する。
- オファー[21]: 製品や機能の利用・購入口に対してユーザーがアクションを起こすか否かを検証とする手法。遷移先にはオファー文を設置[22][23]。製品の実装が不要なため、素早く需要を検証可能[24]。
  - ランディングページ需要テスト[25]: ランディングページ（サービス紹介ページ[26]）を設置、製品利用・購入のクリックで検証。広告・宣伝を出稿する場合もある。
  - フェイクドア需要テスト: 稼働中の製品に対象機能の実UI[27]を設置し、そのクリックで検証[28]。
- コンシェルジュ: UI含む製品の機能を人力で代替する手法
- オズの魔法使い: 製品の内部実装を人力で代替する手法

Minimum の定義にある通り、それぞれのMVPで求められる最小限の機能は異なり、採用可能な手法も異なる。

## 矛盾
アンドレア・コンティジャーニ博士の博士論文の研究では、MVPの早期リリースは競合他社による模倣のリスクを負い、模倣に対する障壁を確立していない場合に企業を傷つける可能性が高いことを示唆している。彼はまた、MVPに関する否定的なフィードバックが企業の評判に悪影響を及ぼす可能性があるとも述べた。

## 新たな応用
MVPの概念は、スタートアップや組織の他の側面にも適用されている。

### 実用最小限のブランド (Minimum viable brand, MVB)
実用最小限のブランド（MVB）を使用すると、ブランドに関する仮説が戦略的意図と市場インサイトに基づいているかどうか実証できる。

### 実用最小限の共同創業者 (Minimum viable co-founder)
実用最小限の製品を作成するための協業者を見つけることは、新しい会社やスタートアップにとって共通の課題である。実用最小限の共同設業者のコンセプトは、次の属性を持つ共同設業者を探すことに基づいている。
- 信頼
- 卓越した開発もしくは営業能力
- 会社へのコミットメント
- 好感が持てる
- 生産的
- フェア
- 合理的
- 現実的

### 実用最小限のチーム
黎明期の会社を持つ創業者は、最小限の人員とコストでチームを構築するという課題を持つ。 このプロセスは、特定の会社の基本的な機能（エンジニアリング、オペレーション、財務、など）を洗い出すことから始まり、その後、会社運営に必要な抽象的な活動とスキルに絞り込まれる。

## 批判
顧客はアプリストアなどのプラットフォームを介して競合製品へ簡単に乗り換えることができるため、モバイルおよびデジタル製品の開発者の多くはMVPを批判するようになった。また、想定される最低限の品質を提供しない製品は、より高い基準で市場に参入する競合他社よりも劣ってしまう。このようなMVPに対する批判から、次のような新しいアプローチが提唱された：実用最小限の実験（MVE）、Minimum Awesome Product (MAP)、 Simple, Lovable, Complete。